# Joseph Donnard
Pour les articles homonymes, voir Donard.
Joseph Donnard est un footballeur français, né le 22 mars 1932 à Ploujean (Finistère), qui évolue au poste de défenseur de la fin des années 1950 jusqu'à la fin des années 1960.

## Biographie
Formé à Rennes, Joseph Donnard joue principalement en faveur du FC Grenoble.
Au total, il dispute 102 matchs en Division 1.